# Frizija
Frizija (nizozemsko Friesland, nizozemsko: [ˈfrislɑnt] (), zahodnofrizijsko Fryslân [ˈfrislɔ̃ːn] ()) je pokrajina na Nizozemskem, ki se nahaja v severnem delu države. Nahaja se zahodno od Groningena, severozahodno od Drentheja in Overijssela, severno od Flevolanda, severovzhodno od Severne Holandije in južno od Waddenskega morja. Na dan 1. januarja 2020 je imela pokrajina 649.944 prebivalcev in skupno površino 5.749 km².
Glavno mesto in sedež deželne vlade je mesto Leeuwarden (zahodnofrizijsko: Ljouwert, Liwwaddes: Liwwadde ), mesto s 123.107 prebivalci. Druge velike občine v Friziji so Sneek (33.512 prebivalcev), Heerenveen (50.257 prebivalcev) in Drachten (55.938 prebivalcev). Od leta 2017 je kraljev komisar v pokrajini Arno Brok. Izvršno vejo oblasti sestavlja koalicija Krščanskodemokratskega poziva, Ljudske stranke za svobodo in demokracijo, Laburistične stranke in Frizijske nacionalne stranke. Pokrajina je razdeljena na 18 občin. Območje pokrajine je bilo nekoč del starodavne, večje regije Frizije. Uradna jezika Frizije sta zahodnofrizijščina in nizozemščina .

## Toponimi
Leta 1996 je Pokrajinski svet Frizije sklenil, da mora uradno ime pokrajine slediti zahodnofrizijskemu črkovanju in ne nizozemskemu črkovanju, zaradi česar je bilo "Friesland" zamenjano s "Fryslân". Leta 2004 je nizozemska vlada potrdila to resolucijo in uvedla triletni načrt za nadzor nad spremembo imena in s tem povezanim kulturnim programom.

## Zgodovina

### Prazgodovina
Frizijci so bili med selitvenimi germanskimi plemeni, ki so se po razpadu keltske Evrope v 4. stoletju pred našim štetjem, tisti, ki so se naselili ob Severnem morju. Prišli so, da bi nadzorovali območje od približno današnjega Bremna do Bruggea in osvojili številne manjše priobalne otoke. Malo je znanega o Frizih iz nekaj rimskih virov, večinoma vojaških. Plinij Starejši je dejal, da so njihova zemljišča pokrita z gozdom z visokimi drevesi, ki rastejo do robov jezer. Živeli so od poljedelstva in gojenja živine.
Tacit je v svoji Germaniji opisal vsa germanska ljudstva v regiji, kot da imajo izvoljene kralje z omejenimi močmi in vplivne vojaške voditelje, ki so vodili z zgledom in ne z oblastjo. Ljudje so živeli v raztresenih naseljih. Posebej je opozoril na šibkost germanskih političnih hierarhij v zvezi s Frizijci, ko je omenil imeni dveh kraljev Frizijcev iz 1. stoletja in dodal, da sta bila kralja, "kolikor so Nemci pod kralji".
V 1. stoletju pred našim štetjem so Frizjci ustavili napredovanje Rimljanov in tako uspeli ohraniti svojo neodvisnost. Nekateri ali vsi Frizijci so se morda pridružili frankovskim in saškim ljudstvom v poznih rimskih časih, vendar so v rimskih očeh ohranili ločeno identiteto vsaj do leta 296, ko so bili na silo preseljeni kot laeti  (podložniki iz rimske dobe ) in nato izginejo iz zapisane zgodovine. Njihov poskusni obstoj v 4. stoletju potrjuje arheološko odkritje vrste lončene posode, edinstvene za Frizijo iz 4. stoletja, imenovano terp Tritzum, ki kaže, da je bilo neznano število Frizijcev preseljenih v Flandriji in Kentu, verjetno kot laeti pod prej omenjeno rimsko prisilo. Dežele Frizijcev so bile v veliki meri zapuščene c. 400 kot posledica konfliktov v obdobju selitev, poslabšanja podnebja in poplav, ki jih je povzročil dvig morske gladine.

### Zgodnji srednji vek
Območje je bilo prazno eno ali dve stoletji, ko so zaradi spremenjenih okoljskih in političnih razmer regijo ponovno naselila. V tistem času, med obdobjem preseljevanja, so "novi" Frizijci (verjetno izvirali iz združitve Anglov, Sasov, Jutov in Frizijcev) ponovno naselili obalne regije.  Te Frizijce so sestavljala plemena z ohlapnimi vezmi, osredotočena na vojne skupine, vendar brez velike moči. Najstarejši frizijski zapisi imenujejo štiri družbene razrede, 'ethelings (nobiles v latinskih dokumentih; adel v nizozemščini in nemščini) in frilings ( vrijen v nizozemščini in Freien v nemščini), ki so skupaj sestavljali "svobodne Frizijce", ki so lahko vložili tožbo na sodišču, in latene ali litene s sužnji, ki so bili v zgodnjem srednjem veku vsrkani v laten, saj je bilo suženjstvo ne toliko formalno ukinjen, kolikor izhlapel.  Lateni so bili najemniki zemljišč, ki jih niso imeli v lasti in so lahko bili nanj vezani na način podložnikov, kasneje pa bi si lahko odkupili svobodo. 
Pod vladavino kralja Aldgisla so prišli Frizijci v spopad s frankovskim majordom palače Ebroinom, zaradi starih rimskih mejnih utrdb. Aldgisl je lahko s svojo vojsko držal Franke na razdalji. Med vladavino Redbada pa se je tok časa obrnil v korist Frankov; leta 690 so Franki zmagali v bitki pri Dorestadu. Leta 733 je Karel Martel poslal vojsko proti Frizijcem. Frizijska vojska je bila potisnjena nazaj v Eastergoa. Naslednje leto se je zgodila bitka pri Boarnu. Karel je prepeljal vojsko čez Almere s floto, ki mu je omogočila plovbo do De Boarna. Frizijci so bili v bitki, ki je sledila, poraženi,  in njihov zadnji kralj Poppo je bil ubit.  Zmagovalci so začeli ropati in požigati poganska svetišča. Karel Martel se je vrnil z veliko plena in za vedno zlomil moč frizijskih kraljev. Franki so si priključili frizijske dežele med Vlie in Lauwers . Osvojili so območje vzhodno od Lauwers leta 785, ko je Karel Veliki premagal Widukinda . Karolingi so Frizijo postavili pod vladavino grewan, naslov, ki je bil ohlapno povezan z grofom v svojem zgodnjem pomenu "guvernerja" in ne " fevdalnega gospodarja ". Približno 100.000 Nizozemcev se je utopilo v poplavi leta 1228 

### Frizijska svoboda
Ko so okoli leta 800 skandinavski Vikingi prvič napadli Frizijo, ki je bila še pod karolinško oblastjo, so bili Frizijci oproščeni od vojaške službe na tujem ozemlju, da bi se lahko branili pred poganskimi Vikingi. Z zmago v bitki pri Norditiju leta 884 so lahko Vikinge za vedno pregnali iz Vzhodne Frizije, čeprav je ta ostala v nenehni nevarnosti. Skozi stoletja, medtem ko so v preostali Evropi vladali fevdalci, se v Friziji niso pojavile nobene aristokratske strukture. To »frizijsko svobodo« so v tujini zastopali redjeveni, ki so bili izvoljeni izmed bogatejših kmetov ali izvoljenih predstavnikov avtonomnih podeželskih občin. Prvotno so bili redjeveni vsi sodniki, tako imenovani Asega, ki so jih imenovali ozemeljski gospodje.
Potem ko je Holandija v Frizo-Holandskih vojnah pridobila pomembna ozemlja, je Frizija sredi 14. stoletja doživela gospodarski upad. Družbena neskladja je ob upadu samostanov in drugih komunalnih ustanov privedla do pojava neimenovanih plemičev, imenovanih haadlingen (»glavarji«), bogatih posestnikov z velikimi posestmi zemlje in utrjenih domov, ki so prevzeli vlogo sodstva kot tudi dajanjem zaščite svojim lokalnim prebivalcem. Notranji boji med regionalnimi voditelji so povzročili krvave spopade in poravnavanje regij med dvema nasprotnima stranema: Fetkeapers in Skieringers. 21. marca 1498  se je majhna skupina Skieringerjev iz Westerga na skrivaj srečala z Albertom III., saškim vojvodom, guvernerjem Habsburške Nizozemske, v Medembliku in prosil za njegovo pomoč. Albrecht, ki si je pridobil sloves mogočnega vojaškega poveljnika, je sprejel in kmalu osvojil vso Frizijo. Cesar Maksimilijan Habsburški je Albrehta leta 1499 imenoval za dednega potestata in gubernatorja Frizije 
Leta 1515 je vojska kmečkih upornikov in najemnikov, znanih kot Arumer Zwarte Hoop, začela kmečki upor proti habsburški oblasti. Vodja je bil kmet Pier Gerlofs Donia, čigar kmetija je bila požgana in čigar sorodniki so bili pokončani zaradi roparskega Landsknechtskega polka. Ker je bil polk uporabljen pri habsburških oblasteh za zatiranje državljanske vojne Fetkeaperjev in Skieringerjev, je Donia krivdo zvalil na oblast. Po tem je zbral jezne kmete in nekaj drobnih plemičev iz Frizije in Gelderlanda ter ustanovil Arumer Zwarte Hoop. Uporniki so prejeli finančno podporo od Karla II., vojvode Guelderskega, ki je zahteval vojvodino Guelders v nasprotju s Habsburško hišo. Karel je v njihovo podporo zaposlil tudi plačance pod poveljstvom svojega vojaškega poveljnika Maartena van Rossuma. Ko pa se je po Donijini smrti leta 1520 plima obrnila proti upornikom, je Karel umaknil svojo podporo, brez katere si uporniki niso mogli več plačati svoje najemniške vojske. Upor je bil zadušen leta 1523 in Frizija je bila vključena v habsburško Nizozemsko, s čimer se je končala svoboda Frizije.

### Sodobni časi
Karel V., Svetorimski cesar je postal prvi gospodar  Gospostva Frizija. Imenoval je Georg Schenck van Toutenburg, ki je zlomil kmečki upor, za Deželnega namestnika, da je vladal v njegovem imenu. Ko je Karel odstopil leta 1556, je Frizijo podedoval Filip II. Španski poleg vse ostale Nizozemske. Leta 1566 se je Frizija pridružila Nizozemskemu uporu proti španski vladavini.
Leta 1798, tri leta po batavski revoluciji, je bilo deželno gospostvo Frizija ukinjeno, njeno ozemlje pa razdeljeno med departmaja Eems in Oude IJssel. To pa je bilo kratkotrajno, saj je bila Frizija oživljena, vendar kot departma leta 1802. Ko je bila Nizozemska leta 1810 priključena prvemu francoskemu imperiju, se je departma v francoščini preimenoval v Frize. Potem ko je bil Napoleon poražen leta 1813 in je bila leta 1814 uvedena nova ustava, je Frizija postala pokrajina Suverene kneževine Združene Nizozemske, nato pa eno leto pozneje enotnega Kraljevstva Nizozemske .

## Geografija
Frizija se nahaja na 53°8′N 5°49′E / 53.133°N 5.817°E na severozahodu Nizozemske, zahodno od province Groningen, severozahodno od Drentheja in Overijssela, severno od Flevolanda, severovzhodno od IJsselmeerja in Severne Holandije ter južno od Severnega morja. Je največja provinca Nizozemske, če vključujemo vodna območja; samo po površini je tretja največja provinca.
Večina Frizije je na celini, vključuje pa tudi številne zahodnofrizijske otoke, vključno z Vlielandom, Terschellingom, Amelandom in Schiermonnikoogom, ki so s kopnim povezani s trajektom. Najvišja točka v pokrajini je sipina na višini 45 m nad morsko gladino, na otoku Vlieland.
V Friziji so štirje nacionalni parki Nizozemske : Schiermonnikoog, De Alde Feanen, Lauwersmeer (delno v Groningenu) in Dents-Friese Wold (delno tudi v Drentheju).

### Urbana območja
Deset urbanih območij v Friziji z največjim številom prebivalcev je: 
| nizozemsko ime | Frizijsko ime  | Prebivalstvo |
| -------------- | -------------- | ------------ |
| Leeuwarden     | Ljouwert       | 92,235       |
| Drachten       | Drachten       | 45.080       |
| Sneek          | Snits          | 33.960       |
| Heerenveen     | It Hearrenfean | 30,567       |
| Harlingen      | Harns          | 14.660       |
| Joure          | De Jouwer      | 13.070       |
| Wolvega        | Wolvegea       | 12.830       |
| Franeker       | Frjentsjer     | 12.810       |
| Dokkum         | Dokkum         | 12,575       |
| Lemmer         | De Lemmer      | 10,315       |

### Občine
Pokrajina je razdeljena na 18 občin, vsaka z lokalno samoupravo (občinski svet, župan in starešine).

### Podnebje
Pokrajina Frizija ima oceansko podnebje ( Köppenova klasifikacija podnebja : Cfb).

## Demografija
Leta 2020 je imela Frizija 649.944 prebivalcev in gostoto prebivalstva 196/km².
V letih 1880–1900 je rast prebivalstva počasnejša zaradi krize na kmetijah, med katero se je približno 20.000 Frizijcev izselilo v Združene države.

### Antropometrija
Od poznega srednjega veka je Frizija znana po izjemni višini svojih prebivalcev, ki so veljali za najvišje v skupini Indoevropejcev.  Celo zgodnjerenesančni pesnik Dante Alighieri se v svoji Božanski komediji sklicuje na višino Frizijcev, ko v pesmi o peklu govori o velikosti peklenskega demona z navedbo, da "niti trije visoki Frizijci postavljeni enega na drugega,  ne bi dosegli njegove višine." 

## Gospodarstvo
Frizija je večinoma kmetijska pokrajina. Tu izvirajo črno-belo frizijsko govedo, črno-beli stabyhoun in črni frizijski konj. Turizem je še en pomemben vir dohodka: glavne turistične destinacije vključujejo jezera na jugozahodu province in otoke v Waddenskem morju na severu. V pokrajini Friziji je 195 mlinov na veter, od skupno približno 1200 v celotni državi.
Bruto domači proizvod (BDP) regije je leta 2018 znašal 19,8 milijarde €, kar predstavlja 2,6 % nizozemske gospodarske proizvodnje. BDP na prebivalca, prilagojen kupni moči, je v istem letu znašal 26.700 € ali 89 % povprečja EU27.

## Kultura

### Jeziki
Frizija je ena od dvanajstih pokrajin Nizozemske, ki ima svoj nacionalni jezik, ki je kot tak priznan, zahodnofrizijščina . Pred 18. stoletjem so se različice frizijščine govorile tudi v pokrajinah Severna Holandija in Groningen, skupaj z govorci frizijščine v Vzhodni Friziji in Severni Friziji pa je obstajalo neprekinjeno jezikovno območje med Amsterdamom in današnjo dansko-nemško mejo.
Glede na študijo, opravljeno leta 2007, je zahodnofrizijščina materni jezik 54,3 % prebivalcev pokrajine Frizije, sledita ji nizozemščina s 34,7 % in govorci drugih regionalnih jezikov, od katerih je večina omejena na Frizijo, z 9,7 %, na koncu pa drugi tuji jeziki z 1,4 %. Govorci frizijščine so tradicionalno premalo zastopani v mestnih območjih in prevladujejo na podeželju. 
Zahodnofrizijsko govorijo tudi v majhnem sosednjem delu province Groningen. Do 18. stoletja so v takratnih pruskih in hanoverskih gospoščinah Vzhodne Frizije govorili frizijščino). Od takrat je vzhodnofrizijsko prebivalstvo prešlo na vzhodnofrizijščino (Ostfriesisch), nizkonemško narečje. Le v nekaterih, prej oddaljenih, vzhodnofrizijskih vaseh (Saterland) je še vedno v uporabi vrsta zgodovinske vzhodnofrizijščine (Seeltersk), ki jo uporablja le starejša generacija. Zbirka narečij, imenovana severnofrizijščina, je ali je bila govorjena v Severni Friziji, ob obali Severnega morja in na otokih Schleswig-Holstein. Poimenovani frizijski jeziki so zgodovinsko povezani s staro angleščino, kar kaže na dejstvo, da so iz teh območij prišli Angli in Sasi, ki so jih na koncu spremljali tudi Frizijci.
V Stellingwerfu, na jugovzhodu Frizije, se govori spodnjesaško narečje. 
Jezikovna politika v Friziji je ohranjanje. Zahodnofrizijščina je obvezni predmet v Friziji v osnovnih in srednjih šolah frizijsko govorečih okrožij. Dvojezične (nizozemsko-frizijščine) in trijezične (nizozemsko-angleško-frizijščine) šole v pokrajini Friziji uporabljajo zahodnofrizijščino kot učni jezik pri nekaterih urah, poleg nizozemščine v večini drugih lekcij in poleg njih angleščino. Vendar pismenost v frizijščini ni pogosto osrednji cilj, zaradi česar je število govorcev frizijščine, ki lahko pišejo v friziščini, le 12 %.

## Politika
Kraljev komisar Frizije je Arno Brok. Pokrajinski svet Frizije ima 43 sedežev. Pokrajinska izvršna oblast je koalicija Krščansko-demokratskega poziva, Ljudske stranke za svobodo in demokracijo, Laburistične stranke in Frizijske nacionalne stranke (FNP).

## Poglej tudi
- Frizijska jezera – sestavlja 24 jezer v osrednji in jugozahodni Friziji